# Psychic Academy
Psychic Academy (яп. サイキックアカデミー煌羅万象 Сэйкикку академи оура бансё:) — 11-томная сёнен-манга Кацу Аки, рассказывающая о жизни Ая Сиоми и его друзей внутри элитной академии, обучающей детей пользоваться психическими силами. Манга выходила в журнале Magazine Z издательства Коданся с 1999 по 2003 год. В 2002 году студия E. G. Films создал ONA-адаптацию манги, состоящую из 24 серий по 9-10 минут.
Манга и аниме были лицензированы в Северной Америке компанией Tokyopop.

## Сюжет
Ай Сиоми поступает в элитную академию по обучению детей использованию психических способностей, известных как «ауры». Способности «аур» делятся по стихиям. Сиоми терпеть не может Академию и своего брата, работающего там учителем, и не понимает, зачем его туда зачислили, так как никаких видимых способностей у него нет. Но так как его брат — легендарный Зеро, все считают, что способности у него просто обязаны быть.
На пути в школу Сиоми сталкивается с Мю, которая, по его мнению, спасла ребёнка, используя свои способности, а Мю решила, что он издевается, так как именно Сиоми спас ребёнка. В школе же к нему пристает кролик, заявляющий что станет его наставником. Способность слышать телепатию кролика и приводят в качестве доказательства наличия силы у Сиоми, так как простые люди к телепатии не способны. Ввиду того, что Сиоми не знает типа своей силы и никто не видит его ауры, он сильно ограничен в возможностях.

## Персонажи
Ай Сиоми (яп. 汐見愛 Сиоми Ай) — главный герой. Аура света. Основные способности — защита, управление временем (может остановить или вовсе обратить время для конкретного объекта), телекинез, разрушение вражеской атаки. Не верит в свои способности и никто не может увидеть его ауры, ввиду того что аура света невидима. Терпеть не может своего брата Зеро, из-за его чрезмерного проявления любви к Сиоми. Его прошлое очень похоже на прошлое Мю — в своё время из-за него погибли его родители. Обладает 100 % совместимостью с Мю и сильнейшей связью с ней, действующей даже с того света. Как следствие — он чувствует её присутствие, его дух отлетает к ней в случае если Мю в опасности без какого-либо сознательного вмешательства Сиоми и в её присутствии он становится сильнее. Впервые Ай встретил Мю в детстве, в пара-сне и влюбился в неё. Позднее, ошибочно принял за девушку из своего сна Орину и стал сближаться с ней, чему сильно мешала связь с Мю, буквально выдирающая его из постели Орины. Обнаружив что Мю — и есть его первая любовь, постепенно начал удаляться от Орины и сближаться с Мю. Однако, до последнего скрывал от Мю, что именно с ним она встречалась во сне. Используемый им аура-код — «мун даудо».
Сэйю: Сакагути Дайсукэ
Мю Баура Руру Арапа Дуру (яп. ミュウ・バウラ・ルル・アラパ・ドゥル Мюу Баура Руру Арапа Дуру) (настоящее имя — Сузуми) — подруга и первая любовь Сиоми. Аура огня. Основные способности — атака огнём (файрболы и тому подобное). 100 % совместимость с Сиоми. Долгое время не имела настоящего имени, так как родители терпеть её не могли за наличие ауры и называли исключительно по аура-коду. После того как Сиоми попытавшись угадать её настоящее имя, наугад выбрал «Сузуми» — взяла его, в качестве ранее отсутствующего настоящего имени. В ходе одного из экспериментов проводимых над ней — перешла в состояние берсерка и убила свою мать, что впоследствии забыла под действием гипноза. Изначально не любила использовать свои силы, но после встречи с Сиоми в пара-сне влюбилась в него и изменила своё отношение к ауре. Несмотря на свои чувства к Сиоми, старается не вмешиваться в его отношения с Ориной. С кем именно она встречалась на пляже, также не помнила до второго пара-сна. Сдерживает свои эмоции, так как гнев переводит её в состояние берсерка. Боится воды и шума дождя, так как это напоминает ей о маме. Умерла в конце манги, но это не помешало ей войти в сон Сиоми, а Сиоми верить что они вновь смогут встретиться во сне.
Сэйю: Хигасаяма Цугуми
Сара Ру Вэра Апа (яп. サアラ・ル・ヴェラ・アパ Саара Ру Вэра Апа) (настоящее имя — Орина) — вторая возлюбленная Сиоми. Аура воды. Основные способности — лечение. Подруга детства Сиоми, влюбленна в него и сильно огорчается когда узнаёт о 100 % совместимости Сиоми и Мью и видит проявления этой совместимости. Живёт в одной квартире с Мью и становится её подругой.
Сэйю: Танака Риэ
Бу Вэрука Расэпудда Арапа (яп. ブウ・ヴェルカ・ラシェプーダ・アラパ Буу Вэрука Расэпудда Арапа) — кролик, наставник Сиоми. Известен тем, что в одну из ночей убил всех соседних кроликов (около ста штук). Питает слабость к девушкам.
Сэйю: Тиба Сигэру
Фафа (яп. ファーファ・ダムディ) — аура льда. Основные способности — атака льдом, гипноз, также способна обратить свою ауру в сплошной ледяной доспех. Энергичная девушка. Влюбленна в Сиоми, однако ввиду того что Фафа абсолютно не принимает во внимание чьё-либо мнение — их отношения не сложились. Под действием печали, переходит в состояние берсерка, в котором замораживает все вокруг. Способна сотворять из льда небольшие фигурки обладающие своей собственной жизнью и выполняющие её поручения — например, отслеживающие перемещения Сиоми. Так же, способна гипнотизировать людей. Носит в себе сердце своего брата, Рэна и разделяет с ним тело, меняющее свой вид в зависимости от того, кто сейчас держит его под контролем.
Сэйю: Арисима Мою
Рэн Гаина Бурабэри (яп. レン・ガイナ・ブラベリ) — брат Фафы. В своё время умер и от него осталось только сердце хранящее его личность и пересаженное Фафе. В результате, когда он берет контроль над их общим телом, аура видна лишь в области сердца. В отличие от своей сестры, не любит Сиоми, но ради Фафы сдерживается. Когда сердце Фафы начинает биться слишком сильно — он пробуждается, что в своё время и было использовано, чтобы вывести Фафу из состояния берсерка. Был убит Токимицу (его атака, поглотила ауру Рэна).
Сэйю: Такаги Рэйко
Зеродаиму Кюпура ба адзараку Паиру Руа Дарогу (яп. ゼロダイム・キュプラ・バ・アザラク・ブァイル・ルア・ダログ Дзэродаиму Кюпура ба адзараку Паиру Руа Дарогу) (также известен как «Парень, остановивший Повелителя Ужаса» (яп. 「恐怖の大王」を止めた男)) — старший брат Сиоми. Аура стали. Основные способности — атаки стальным оружием (например, может обратить свою ауру в меч), создание порталов (для перемещения к нему других героев). Зеро обожает своего брата и защищает его любой ценой, чему сам Сиоми совсем не рад. Также, он работает учителем в Академии и регулярно пристает к Тироро, впрочем, без особого успеха. На вечеринках спаивает студентов своими «фирменными» и явно алкогольными напитками. Склонен к позерству (например, заходит в класс, вышибая дверь своей аурой), но ввиду того что является лучшим во владении аурой — имеет для позерства все основания.
Сэйю: Хироси Камия
Токимицу — аура тьмы. Основные способности — управление гравитацией, энергетический вампиризм. Коронная атака — «Черная Дыра» высасывающая ауру противника. Изначально его способности не были пробуждены и для пробуждения ему требовалось сразиться с Сиоми. Однако, даже когда его способности спали — он поглощал жизненную силу окружающих, что в итоге убило его сестру. При сильном душевном волнении способности обостряются до того что цветы вянут прямо у него в руках, а от его прикосновений у людей отсыхают руки. Был побежден Сиоми и обращен в ребёнка аурой света.
Тироро Дапура (яп. チロロ・ダブラ Тироро Дапура) — одна из учителей Сиоми. Обожаема учениками вплоть до того, что при угрозе её замужества с последующим уходом из Академии ученики моментально группируются вокруг Зеро, дабы помешать свадьбе. Очень уважает директора Академии.
Сэйю: Асако Додо